# Neuhofener Altrhein mit Prinz-Karl-Wörth
Neuhofener Altrhein mit Prinz-Karl-Wörth este o arie protejată (arie de protecție specială avifaunistică — SPA) din Germania întinsă pe o suprafață de 363 ha, integral pe uscat.

## Localizare
Centrul sitului Neuhofener Altrhein mit Prinz-Karl-Wörth este situat la coordonatele 49°26′05″N 8°28′06″E / 49.4347°N 8.4683°E.

## Înființare
Situl Neuhofener Altrhein mit Prinz-Karl-Wörth a fost declarat arie de protecție specială avifaunistică în ianuarie 2004 pentru a proteja 26 de specii de animale.

## Biodiversitate
Situată în ecoregiunea continentală, aria protejată nu include niciun habitat protejat.
La baza desemnării sitului se află mai multe specii protejate de  păsări (26): lăcar mare (Acrocephalus arundinaceus), lăcar-de-rogoz (Acrocephalus schoenobaenus), pescăruș albastru (Alcedo atthis), rață mică (Anas crecca crecca), rață cârâitoare (Anas querquedula), rață-cu-cap-castaniu (Aythya ferina), rața moțată (Aythya fuligula), erete de stuf (Circus aeruginosus), ciocănitoarea de stejar (Dendrocopos medius), ciocănitoare neagră (Dryocopus martius), Fulica atra atra, frunzăriță galbenă (Hippolais icterina), Ixobrychus minutus minutus, sfrâncioc roșiatic (Lanius collurio), pescăruș sur (Larus canus), pescăruș râzător (Larus ridibundus), Luscinia svecica cyanecula, ferestraș mic (Mergus albellus), gaia neagră (Milvus migrans), rață cu ciuf (Netta rufina), cormoran mare (Phalacrocorax carbo carbo), Phalacrocorax carbo sinensis, ciocănitoare verzuie (Picus canus), Rallus aquaticus aquaticus, pițigoi-pungar (Remiz pendulinus), lăstun de mal (Riparia riparia).